# Aksel Tamm
Aksel Tamm (* 23. Dezember 1931 in Tallinn; † 15. August 2023) war ein estnischer Literaturwissenschaftler, Kritiker und Publizist.

## Leben
Aksel Tamm wurde noch vor dem Krieg in Estland eingeschult, verbrachte die Jahre des Zweiten Weltkriegs jedoch im sowjetischen Hinterland. Sein Abitur machte er 1950 in Tallinn. Von 1950 bis 1956 studierte er an der Universität Tartu estnische Philologie und schloss mit einer Arbeit über Jaan Kärner ab. Nach einigen Jahren als Doktorand – geplant war eine Arbeit über Friedebert Tuglas – trat er 1958 in die Redaktion der literarischen Zeitschrift Looming ein, wo er das Ressort für Publizistik leitete. Ab 1961 nahm er verschiedene Funktionen innerhalb des Estnischen Schriftstellerverbands und im Verlagswesen ein. Von 1966 bis 1982 arbeitete er als Cheflektor beim estnischen Staatsverlag Eesti Raamat, anschließend war er von 1983 bis 1995 Chefredakteur der Zeitschrift Keel ja Kirjandus. Danach war er einige Jahre als Berater von Präsident Lennart Meri tätig.
Aksel Tamm war seit 1966 Mitglied des Estnischen Schriftstellerverbandes. Er starb am 15. August 2023 im Alter von 91 Jahren.

## Werk
Aksel Tamm schrieb seit 1945 Kolumnen und Feuilletons und trat ab 1952 als Kritiker in Erscheinung. In diesem Bereich wurde er vor allem auch als Moderator literarischer Programme in Funk und Fernsehen bekannt. Er konzentrierte sich dabei auf die moderne estnische Literatur und die allgemeine Sowjetliteratur.
Außerdem übersetzte Aksel Tamm aus dem Russischen, unter anderem Werke von Ilja Ehrenburg und I. Grekowa.

## Auszeichnungen
- 1978: Verdienter Kulturschaffender der ESSR
- 2002: Orden des weißen Sterns (IV. Klasse)

## Bibliografie
- Aga see oli üks mees. Eluvisandeid. Tallinn: Kuldsulg 2003. 230 S.
- Ja väntab härg. (Pamflette.) Tallinn: Kuldsulg 2004. 160 S.
- Ütle, tsensor, milleks sulle käärid. Tallinn: Kuldsulg 2012. 177 S.